# Bombus coccineus
Bombus coccineus es una especie de abejorro, un himenóptero apócrito de la familia Apidae. Se lo ve volando frecuentemente junto a Bombus funebris.

## Distribución
Se encuentra en Perú y Ecuador, en alturas entre los 610 y los 3670 m s.n.m. En Perú, se ha registrado en los valles interandinos de las regiones de Áncash, Apurímac, Cusco, Junín, Lima y Pasco.